# Aouellimiden

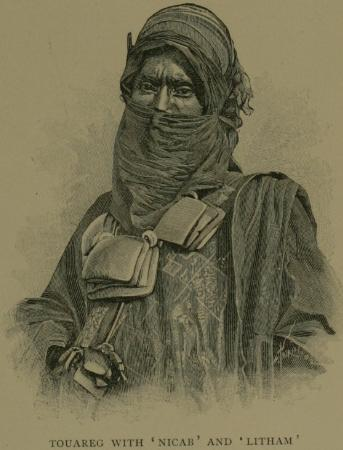
Tuareg amb niqab.

Els Aouellimiden són una confederació tribal tuareg del Níger formada per divuit tribus nobles (ihaggaren) entre les quals els Tademeket kel Bouroum, a la zona de Gao, i els Tinguer-Eguedesch, al nord de Gao; també la formen dotze tribus servidores (imhradj), quasi totes al centre del bucle del Níger, entre les quals els Kel-Gossi i els Irregenaten; i finalment set altres sotmeses voluntàriament o per la força que accepten l'autoritat de l'amenokal (sultà), entre les quals els Logomaten, establerts prop de Zinder i Farça.
Els Aouellimiden disposaven al començament del segle xx de 20.000 guerrers. Fan dues emigracions anuals, una a l'estació seca cap a la riba del riu Níger, on troben pastures, i a l'hivern cap a l'Aïr, on es troben amb els seus tradicionals enemics, els Kel-Ghérès, i amb els veíns del nord d'aquests, els Hoggars, amb els quals sempre han tingut disputes per les pastures.